# Nieczuła

Nieczuła

Nieczuła odmienny

Błędny herb Czerniewskich według Ostrowskiego

Błędny herb Bartlińskich według Niesieckiego, Ostrowskiego, powielony w licznych innych publikacjach, w tym we współczesnym Herbarzu polskim Tadeusza Gajla

Nieczuła (Szpak, Bartliński, Czerniewski, Schwarzenbach-Czerniewski) – kaszubski herb szlachecki. Wielu autorów herbarzy, począwszy od Niesieckiego, poprzez Ostrowskiego, skończywszy na Gajlu osobno traktują herb Bartlińskich i Czerniewskich. Ten pierwszy ma się według nich nieco różnić od drugiego. Jest to błąd, zapoczątkowany przez Niesieckiego, chociaż korygowany przez autorów późniejszych, przetrwał w niektórych herbarzach do współczesności.

## Opis herbu
Herb występował w kilku wariantach. Opisy z wykorzystaniem zasad blazonowania, zaproponowanych przez Alfreda Znamierowskiego:
Nieczuła (Szpak, Bartliński, Czerniewski, Schwarzenbach-Czerniewski): W polu błękitnym szpak z rozpostartymi skrzydłami, czarny, siedzący na pniu naturalnym o pięciu korzeniach i dwóch gałązkach z liśćmi zielonymi. Klejnot: nad hełmem w koronie ogon pawi. Labry: błękitne, podbite srebrem.
Ostrowski podaje szpaka ze złożonymi skrzydłami. W Nowym Siebmacherze zaś brak jest barw i klejnotu.
Nieczuła odmienny (Bartliński odmienny, Walbach Bartliński): W polu błękitnym ptak (szpak) z rozpostartymi skrzydłami, czarny, siedzący na pniu srebrnym o pięciu korzeniach i dwóch gałązkach z liśćmi zielonymi, tworzącymi kształt wieńca. Klejnotu, hełmu i labrów brak, bezpośrednio nad tarczą korona szlachecka.
Nieczuła odmienny (Bartliński odmienny, Czerniewski, Sówka odmienny): W polu błękitnym sowa szara, siedząca na srebrnym o trzech korzeniach i dwóch gałązkach z listkami wawrzynu zielonymi; trzema po lewej, czterema po prawej. Klejnot: nad hełmem w koronie trzy pióra pawie. Labry: błękitne, podbite złotem.
Według Przemysława Pragerta herb ten jest błędną rekonstrukcją herbu Czerniewskich i Bartlińskich. Błąd polega głównie na pomyleniu szpaka z sową.
Bartliński: W polu błękitnym na pieńku dębowym w barwach naturalnych, o 2 sękach, wzlatująca sowa czarna o orężu czerwonym.
Według Przemysława Pragerta herb ten jest błędną rekonstrukcją herbu Bartlińskich i powinno się im przypisywać herb Nieczuła. Pomyłka polega głównie na zamienieniu szpaka na sowę oraz pominięciu klejnotu. Błąd oryginalnie pochodzi od Niesieckiego, który widzieć miał taki herb na nagrobku Bartlińskiego z kościoła Cystersów w Pelplinie. Herb taki powielił Ostrowski i wiele innych publikacji, zarówno heraldycznych (Herbarz Bonieckiego, który jednak przekazał też prawidłową wersję), jak i nieheraldycznych (Encyklopedia Staropolska). Na błąd ten zwracano uwagę już wcześniej, przed współczesnymi badaniami Pragerta, oprócz wspomnianej uwagi u Bonieckiego m.in. w wydaniu herbarza Niesieckiego z XIX wieku, w dopiskach do herbu Bartliński i przy opisie herbu Nieczuła, a także w Heroldzie polskim na rok 1898 oraz w herbarzu Uruskiego.

## Najwcześniejsze wzmianki
Wariant podstawowy przytaczany przez Dachnowskiego (Herbarz szlachty Prus Zachodnich w XVIII w), wydanie herbarza Niesieckiego z XIX wieku oraz Nowego Siebmachera. Wariant drugi znany z Siebmachera. Błędny wariant trzeci oraz herb zwany Bartliński przytacza Ostrowski, za Niesieckim.

## Rodzina Czerniewski
Istniało kilka rodzin szlacheckich tego nazwiska, z czego dwie na Pomorzu. Te dwie rodziny wzięły nazwisko od wsi Czerniewo. Pierwsza rodzina, herbu Nieczuła, jest wspólnego pochodzenia z Bartlińskimi. Gałąź tej rodziny, osiadła w Czerniewie, pisała się później Czerniewskimi z Barotlina, a także Bartlińskimi z Czerniewa. Pierwsza wzmianka o Czerniewsckich pochodzi z 1504 (Grzegorz z Czerniewa), kolejne z 1525 (Ścibor Czerniewski), 1526 (Ścibor, Jan, Jakób, Szymon Czerniewscy), 1570 (Stentzeslaus et Fabian a Cziernaw, Jacob a Cziernaw, Matthias Orliewski, Gregorius Gantz, Achatius Jatzkaw z Czerniewa, Michael Czierniewski z Bielkówka i Joannes Czierniewski ze Świerkocina), 1619 (Jan, syn Piotra Czerniewskiego z Bartlina), 1623 (Jan Bartliński alias Czerniewski).

## Herbowni
Bartliński z przydomkami Walembach, Walbach, Czerniewski (Czierniewski, Czyrniewski). Czerniewscy używali przydomków Schwartzenbach (Schwarzbach, Schwarzenbach) oraz Walembach (Walbach), czyli przydomka Bartlińskich.
Seweryn Uruski wymienia nazwisko Obiecanowski herbu Bartliński (wersja zgodna z opisem Nieczuły). Rodzina ta mieszkała w powiecie kowieńskim. Nie jest jasne skąd wziął się pomorski herb na Litwie.
Z herbem Nieczuła skojarzono też nazwisko Tortiłowicz (Tortilowicz) von Batocki-Friebe. Zachodzi tu jednak spora niepewność, ponieważ jedne źródła podają tu herb Nieczuła, inne Nieczuja, jeszcze inne Nieczuła (Nieczula) ale opisują go nieco inaczej (pole czerwone, ptak to kruk).
Tadeusz Gajl wymienia jeszcze rodzinę tego herbu o nazwisku Nieczuła, nie podaje jednak źródła pierwotnego tej informacji.

### Inne herby
Czerniewskim przypisywano też, zapewne przez podobieństwo nazw, herb Nieczuja.
Druga pomorska rodzina Czerniewskich, z tego samego gniazda co Nieczułowie Czerniewscy, nosząca przydomek Gącz (Gonc, Goncz), używała innego herbu własnego, Gącz. Istniała też zachodniopomorska rodzina herbu Goncz, który to herb prawdopodobnie błędnie przypisano kaszubskim Gączom (Gonczom) oraz pochodzącym od nich Czerniewskim i Dąbrowskim.